# Ferdinand de Saxe-Cobourg-Gotha
Ferdinand de Saxe-Cobourg-Gotha, né Ferdinand Georges Auguste de Saxe-Cobourg-Saalfeld, le 28 mars 1785 à Cobourg, en Saxe-Cobourg-Saalfed (actuelle Bavière) et décédé le 27 août 1851 à Vienne, en Autriche, est un prince allemand de la maison de Saxe et un général de cavalerie de l’armée autrichienne.
Devenu à partir de 1826 le prince Ferdinand de Saxe-Cobourg-Gotha, il donne à sa maison une descendance royale qui règne aux XIXe et XXe siècles sur le Portugal (en tant que père de Ferdinand II, roi de Portugal jure uxoris) et la Bulgarie. Avec son épouse, la princesse Antoinette de Koháry, il est le fondateur de la branche parfois appelée de Saxe-Cobourg-Kohary.

## Jeunesse
Deuxième fils du duc François de Saxe-Cobourg-Saalfeld et de la comtesse Augusta Reuss d’Ebersdorf, Ferdinand est titré à sa naissance « prince de Saxe-Cobourg-Saalfeld ». En 1826, son frère Ernest III, duc de Saxe-Cobourg-Saalfeld échange une partie de son duché avec une branche cousine et le transforme en duché de Saxe-Cobourg et Gotha ; l’ensemble des membres de sa famille sont ainsi titrés princes et princesses de Saxe-Cobourg et Gotha.
Le prince est le frère du premier roi des Belges, Léopold Ier. Il a pour neveux la reine Victoria du Royaume-Uni (fille de Victoire de Saxe-Cobourg-Saalfeld), son époux le prince Albert de Saxe-Cobourg et Gotha (fils d'Ernest III de Saxe-Cobourg-Saalfeld), la future impératrice Charlotte du Mexique et ses frères, le futur roi Léopold II de Belgique et Philippe de Flandre (enfants de Léopold Ier des Belges).

## Descendance
Ferdinand épouse à Vienne, le 30 novembre 1815, la princesse Antoinette Koháry de Csábrág et Szitnya (1797-1862), fille et héritière de Ferenc József, comte et prince Koháry de Csábrág et Szitnya. Lorsque le père d’Antoinette meurt en 1826, la princesse hérite de ses biens en Hongrie. Dès lors, le prince ajoute le nom de son épouse au sien, si bien que leur descendance est parfois passée à la postérité sous le nom de branche de Saxe-Cobourg-Kohary.
Ferdinand et Antoinette ont quatre enfants, tous élevés dans la foi catholique :
- Ferdinand II de Portugal (1816-1885), roi de Portugal jure uxoris de 1837 à 1853 en tant qu'époux de la reine Marie II de Portugal ;
- Auguste de Saxe-Cobourg-Gotha (1818-1881), qui épouse la princesse Clémentine d’Orléans (ils sont les parents du roi Ferdinand Ier de Bulgarie) ;
- Victoire de Saxe-Cobourg-Gotha (1822-1857), qui épouse le prince Louis d’Orléans, duc de Nemours (postérité, notamment les Orléans-Bragance) ;
- Léopold de Saxe-Cobourg-Gotha (1824-1884), qui épouse morganatiquement Constanze Geiger.

## Titulature
- 28 mars 1785 — 12 novembre 1826 : Son Altesse le prince Ferdinand de Saxe-Cobourg-Saalfeld, duc en Saxe
- 12 novembre 1826 — 27 août 1851 : Son Altesse le prince Ferdinand de Saxe-Cobourg et Gotha, duc en Saxe